# 메시에 78
메시에 78 (M78, NGC 2068)은 오리온자리에 있는 반사 성운이다. 1780년 피에르 메생이 발견했고 같은 해 샤를 메시에의 혜성형 천체 목록에 포함되었다. 1919년에는 로웰천문대의 베스토 슬라이퍼(Vesto M. Slipher)에 의해서 반사성운임이 밝혀졌다.
M78은 NGC 2064, NGC 2067, NGC 2071로 구성된 무정형 반사 성운 무리에 속해 있으며, 이들 중 가장 밝다. 이들 성운 무리는 오리온자리 분자 구름 콤플렉스에 속해 있으며 지구에서 약 1,600 광년 떨어져 있다. M78은 작은 망원경으로 보면 뿌연 안개 덩어리처럼 보이며, 10등급 밝기의 별 두 개가 있다. 이 두 별은 각각 HD 38563A와 HD 38563B로, 이들 별에서 나오는 빛을 M78의 먼지 구름이 반사하여 우리 눈에 가스 구름이 빛을 발하는 것처럼 보이는 것이다.
M78은 성간먼지 구름으로 별 빛의 푸른색을 반사하여 위의 사진처럼 보인다. 또한 M78에는 45개의 질량이 작은 황소자리 T형 변광성(T Tauri Variable)이 발견되었다. 황소자리 T형 변광성은 밀도가 높은 성간가스 내에 존재하는 별(전주계열성, pre-main sequence)로서, 머지않아 주변의 가스를 날려버리고 태양과 같은 주계열성(main sequence)이 된다.
M78이 위치한 오리온자리는 겨울철 대표적인 별자리로 우리 은하(은하수) 원반의 바깥 부분에 위치한다. 우리은하 밀도파의 영향으로 나선팔에 성간 물질이 집중되면서 다양한 형태의 성운들이 형성되어 오리온 복합체(Orion complex)를 이루게 하고 있다. 오리온의 칼과 벨트(삼태성) 주변에 있는 오리온 복합체(Orion complex)는 M42, M43을 중심으로 많은 성운들이 다양한 볼거리를 제공하고 있다.

## 구성원
M78 내에는 약 17개의 허빅-아로 천체가 있으며, 이외에도 젊은 황소자리 T형 항성 45개 정도가 존재하는 것으로 밝혀졌다.

## 같이 보기
- 메시에 천체 목록